# Coffee Time
Coffee Time – drugi album studyjny grupy muzycznej Guess Why.

## Lista utworów
1. Tight - 3:28
2. Tomorrow - 3:45
3. Follow - 3:53
4. Feed Me - 6:14
5. No Way No - 2:55
6. What If - 4:30
7. Wanna - 1:38
8. Go Alone - 3:09
9. Behind Myself - 4:13
10. Don’t Need - 4:09
11. D.P.M. - 5:31
12. Down By The Water - 3:07
13. Just Forget - 6:12

## Twórcy
- Przemysław „Perła” Wejmann – wokal, gitara, teksty
- Paweł „Paulus” Czubek – gitara basowa
- Piotr „Piciu” Przybylski – klawisze, chórki
- Roman „Kostek” Kostrzewski – perkusja